# Đội tuyển bóng đá bãi biển quốc gia Ấn Độ
Đội tuyển bóng đá bãi biển quốc gia Ấn Độ đại diện Ấn Độ tham gia các giải đấu bóng đá bãi biển quốc tế và được điều hành bởi AIFF, tổ chức quản lý bóng đá ở Ấn Độ. Đội bóng từng tham gia Giải vô địch bóng đá bãi biển châu Á 2007 và Đại hội thể thao bãi biển châu Á 2008.

## Thành tích

### Giải vô địch bóng đá bãi biển châu Á 2007
Ấn Độ nằm cùng bảng với Nhật Bản và Các Tiểu Vương quốc Ả Rập Thống nhất tại Giải vô địch bóng đá bãi biển châu Á 2007. Ấn Độ thua cả hai trận và xếp thứ ba bảng 1.
| Đội tuyển                            | Đ | St | T | B | BT | BB | HS |
| ------------------------------------ | - | -- | - | - | -- | -- | -- |
| Các Tiểu vương quốc Ả Rập Thống nhất | 6 | 2  | 2 | 0 | 12 | 5  | +7 |
| Nhật Bản                             | 3 | 2  | 1 | 1 | 7  | 9  | −2 |
| Ấn Độ                                | 0 | 2  | 0 | 2 | 5  | 10 | −5 |

### Đại hội thể thao bãi biển châu Á 2008
Ấn Độ nằm ở Bảng D tại Đại hội thể thao bãi biển châu Á 2008. Iran, Trung Quốc và Malaysia là các đội khác ở Bảng D. Ấn Độ thua tất cả các trận và xếp thứ tư bảng đấu. Trận đấu hay nhất là với Trung Quốc nơi Ấn Độ thua trong loạt sút luân lưu (3–2).
| Đội tuyển  | St | W | W+ | L | BT | BB | HS  | Đ |
| ---------- | -- | - | -- | - | -- | -- | --- | - |
| Iran       | 3  | 3 | 0  | 0 | 19 | 8  | +11 | 9 |
| Trung Quốc | 3  | 1 | 1  | 1 | 8  | 8  | 0   | 5 |
| Malaysia   | 3  | 1 | 0  | 2 | 7  | 14 | −7  | 3 |
| Ấn Độ      | 3  | 0 | 0  | 3 | 9  | 13 | −4  | 0 |

| Trung Quốc        | 1–1 (s.h.p.) | Ấn Độ |
| ----------------- | ------------ | ----- |
|                   |              |       |
| Loạt sút luân lưu |              |       |
|                   | 3–2          |       |

| Iran | 7–4 | Ấn Độ |
| ---- | --- | ----- |
|      |     |       |

| Ấn Độ | 4–5 | Malaysia |
| ----- | --- | -------- |
|       |     |          |